# Lindesberg (commune)
La commune de Lindesberg est une commune suédoise du comté d'Örebro. Environ 23630  personnes y vivent (2020). Son siège se trouve à Lindesberg. Quelques-unes des sociétés les plus importantes de la commune sont, Por Pac (Fagerdala Foams), Arvin Meritor, Liab, Frövifors, Guldsmedshytte Bruks AB, Forshammars Bergverk et Grimsö viltforskningsstation.
La commune a été créée en 1969-1971 à travers une fusion des anciennes communes de Fellingsbro, Frövi, Linde, Ramsberg et de la ville de Lindesberg.

## Localités principales
- Fellingsbro
- Frövi
- Gusselby
- Lindesberg
- Ramsberg
- Rockhammar
- Storå
- Stråssa
- Vedevåg